# Bordnetzsteuergerät
Als Bordnetzsteuergerät oder abgekürzt BSG, im Englischen Body Control Module (BCM), bezeichnet man ein oder auch mehrere Steuergeräte in Kraftfahrzeugen, die unmittelbar elektrische Verbraucher bzw. Teilnehmer am Bordnetz (wie beispielsweise Beleuchtung oder Scheibenwaschanlage) steuern, Daten der Fahrzeugbussysteme (LIN, CAN, Flexray) verarbeiten sowie auch als Gateway für Diagnosedienste fungieren. Komfortfunktionen wie Sitzheizung oder Ambientelicht werden ebenfalls vom BSG bedient.